# Marasmius haematocephalus
Marasmius haematocephalus är en svampart som först beskrevs av Jean François Montagne, och fick sitt nu gällande namn av Elias Fries 1838. Marasmius haematocephalus ingår i släktet Marasmius och familjen Marasmiaceae.   Inga underarter finns listade i Catalogue of Life.